# Emelian Iaroslavski
Emelian Mikhailovitch Iaroslavski (em russo: Емельян Михайлович Ярославский), nascido com o nome de Minei Israilevitch Gubelman (em russo: Мине́й Изра́илевич Губельма́н) em 19 de fevereiro (c.j.) de 1878; e morto em 4 de dezembro de 1943. Foi um revolucionário russo, político soviético, jornalista e historiador. É provavelmente mais conhecido pelo seu ativismo ateu, como editor do jornal satírico ateu Bezbojnik (O Ateu, literalmente "O Sem-deus"), como líder da Liga dos Ateus Militantes e também como dirigente do Comité Anti-Religioso do Comité Central do Partido Comunista da União Soviética.

## Biografia
Iaroslavski nasceu em uma família judaica com o nome de Minei Israilevitch Gubelman em Chita, no Krai de Zabaikalskiem 3 de março de 1878. Ingressou ao Partido Operário Social-Democrata Russo (POSDR) em 1898, organizando as células comunistas entre os trabalhadores da ferrovia Trans-Baikal. Em 1901 converteu-se em correspondente do jornal revolucionário Iskra, e no ano seguinte foi nomeado membro do Comité do POSDR na cidade de Tchita como um dos líderes da ala militar, aderindo ao grupo bolchevique durante a cisão entre eles e os mencheviques. 
Iaroslavski participou na Revolução de 1905, na qual a sua esposa, a revolucionária Olga Mikhailovna Genkina, foi assassinada por um membro das Centenas Negras. Depois disso, Iaroslavski dirigiu a atividade revolucionária em Petrogrado, Ekaterinoslav e Tampere e editou o jornal Kazarma. Em 1907 foi arrestado e setenciado a trabalho forçado na prisão de Gorny Zerentu, na região de Nertchinsk e depois foi exiliado na Sibéria oriental. 
Após a Revolução de Fevereiro de 1917, é nomeado membro do Comité de Segurança Geral de Iakut e, entre 26 de julho e 3 de agosto desse ano, participa no VI Congresso do POSDR. Durante a Revolução de Outubro de 1917, Iakovslavski é membro do Comité Militar-Revolucionário no Distrito Militar de Moscovo. 
Iakoslavski foi um dos redatores das gazetas moscovitas Sotsial-Demokrat e Derevenskaia pravda, e aderiu ao grupo de esquerdistas que se manifestaram contrários ao Tratado de Brest-Litovski. Entre 1919 e 1920, é nomeado membro candidato ao Comité Central do Partido. Ainda, entre 1919 e 1922, é secretário do Comité Regional do Partido em Perm e membro do Comité Central do Partido no oblast de Sibirsk. Em 1921 é eleito membro do Secretariado do Partido e membro do Comité Central até 1922. Também, em 15 de setembro de 1921, Iaroslavski foi o promotor de justiça do processo contra o General do Exército Branco Roman Ungern von Sternberg, celebrado em Novonikolaevsk. 
Com o início da Segunda Guerra Mundial, o Estado reduziu as suas atividades anti-religiosas até o ponto de a Igreja Ortodoxa russa ser considerada uma instituição útil para movimentar a população para a defesa da nação. Os jornais Bezbojnik e Antireligionznik deixaram de publicar-se e a Liga de Ateus Militantes caiu na inatividade, oficialmente devido aos necessários esforços requeridos pela guerra. 
Iaroslavski morreu em 4 de dezembro de 1943 em Moscovo e os seus restos foram levados à Necrópole da Muralha do Kremlin.

## Outros artigos
- Exército Vermelho
- Comité Central do Partido Comunista da União Soviética